# Morna (gènere musical)
La morna (en portuguès i crioll capverdià, [ˈmɔɾnɐ]) és una música i un gènere de ball procedent de Cap Verd, considerada com un dels gèneres musicals que millor representen la identitat nacional d'aquest país.
La lletra d'aquestes cançons és sovint el crioll capverdià i reflecteix la realitat insular del poble capverdià, el romanticisme dels seus trobadors i l'amor a la terra, mentre que la instrumentació inclou diversos instruments acústics entre els quals hi ha el cavaquinho, el clarinet, l'acordió, el violí, el piano i la guitarra.
La cantant Cesária Évora ha estat durant el segle XXI la màxima exponent del gènere, ja que el seu timbre de veu ha conquerit i ampliat el públic de la morna des de Cap Verd fins al teatre Olympia, passant pel Carnegie Hall, pel Hollywood Bowl i pel Canecão. Altres intèrprets com Bana i B. Leza són també alguns dels representants més internacionals de la morna, que, en paral·lel al seu èxit nacional, també és molt escoltada a les comunitats emigrants de Nova Anglaterra (Estats Units), Portugal, Països Baixos, França i de diverses regions de l'Àfrica Occidental i de Llatinoamèrica.

## Terminologia
L'origen de la paraula morna per aquest gènere musical és incert. Tanmateix, existeixen tres teories sobre la seva procedència.
En primer lloc, la paraula podria provenir de l'anglès to mourn (a plorar). En segon lloc, el seu origen radicaria del francès morne, el nom donat als turons de les Antilles Franceses, on les cançons de morna són cantades. Però per la hipòtesi més plausible és que podria correspondre al femení de la paraula portuguesa morno (tebi), en clara al·lusió al caràcter dolç i queixós de la morna.

## Característiques

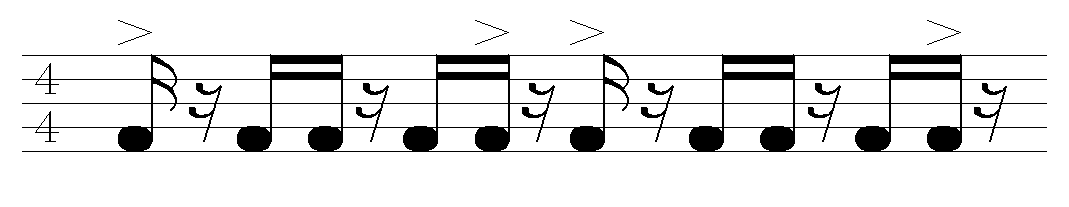
Model rítmic de la morna, ± 60 bpm.

Com a gènere musical, la morna es caracteritza per tenir un tempo lent, amb un compàs de dues pulsacions (de vegades 4) i que tradicionalment presenta una estructura harmònica basada en un cercle de quintes, mentre que l'estructura de la lletra està organitzada per estrofes musicals que s'alternen amb una tornada. El morna és gairebé sempre monotònic, és a dir, que està compost en una única tonalitat. Les composicions que utilitzen més d'una tonalitat són poc habituals, i generalment són casos en què es passa d'una tonalitat menor a una de major (o viceversa).
Pel que fa a l'estructura melòdica, la línia melòdica del morna varia molt a través de la cançó, amb seqüències de notes ascedents i descendents i en què dins d'un mateix compàs les notes no acostumen a tenir la mateixa longitud. Una característica freqüent de la morna és la síncope; una nota al final d'un compàs s'estén fins al temps fort del següent compàs. La melodia és accentuada en el primer temps i en l'últim mig temps del compàs.
Com a dansa, la morna és un ball de saló per parelles molt arrelat també a Portugal. Els ballarins dansen amb un braç rodejant el seu company, mentre que amb l'altre braç s'agafen de la mà. La dansa s'efectua imprimint dues oscil·lacions del cos, cap a un costat, en un compàs de la música, i en el compàs següent es realitzen les oscil·lacions cap a l'altre costat.

## Història
La història de la morna es pot dividir en diversos períodes, tot i que amb certes discrepàncies entre historiadors de la música:

### 1r període: Orígens
No se sap del cert on i quan va aparèixer la morna. La tradició oral descriu la seva aparició a l'illa de Boa Vista durant segle xviii, malgrat que no hi ha cap registre musical que pugui provar-ho. Però Alves dos Reis afirma que durant el segle xix la invasió de la polca, la masurca, el galop, la contradansa i altres gèneres musicals a Cap Verd no van influenciar la morna, la qual cosa suggereix que en aquells temps la morna era ja un gènere plenament format i madur.
No obstant això, alguns autors tracen els orígens de la morna a un gènere musical anterior —el lundu— que hauria estat introduït a Cap Verd el segle xviii. Hi ha també una relació entre la morna i un altre gènere musical que ja va existir a les illes, elxoro, que dona lloc a cançons planyívoles que es canten en ocasions especials, com ara en estones de treball o a les vigílies. La morna seria, doncs, un creuament entre el xoro i el lundu, amb un tempo més lent i una estructura harmònica més complexa. Alguns entesos asseguren que accelerant el tempo d'algunes de les cançons més antigues de Boa Vista, o fins i tot la cançó Força di cretcheu d'Eugénio Tavares, es produeix com a resultat un estil molt proper al lundu.
Des de Boa Vista, aquest gènere musical es va estendre gradualment a les altres illes de Cap Verd. En aquell temps, la morna no tenia la temàtica romàntica d'avui dia no tampoc la noblesa que se li va atribuir més tard.
Els musicòlegs citen Brada Maria com la composició de morna amb una procedència documentada més dilatada durant el temps, composta vora el 1870.

### 2n període: Eugénio Tavares
Al començament del segle xx, el poeta Eugénio Tavares va ser un dels principals responsables de donar a la morna el caràcter romàntic que se li atribueix avui dia. A l'illa Brava la morna va experimentar certes transformacions i va adquirir un tempo més lent que la de l'illa de Boa Vista. La poesia va esdevenir més lírica amb uns temes enfocats  majoritàriament en l'amor i en els sentiments provocats per aquest. Tavares, juntament amb Pedro Cardoso, també va innovar pel fet de començar a escriure mornes en crioll capverdià.

### 3r període: B. Leza
Entre la dècada de 1930 i de 1940 la morna va evolucionar a São Vicente. L'estil establert a l'illa de Brava era molt apreciat i es va estendre per tot Cap Verd (existeixen gravacions de Tavares sent rebut apoteòsicament a l'illa de São Vicente, i fins i tot els compositors de Barlavento escrivien en crioll capverdià, probablement perquè aquest conferia major musicalitat). Però la condició cosmopolita i permeable a influències estrangeres va conduir inexorablement a l'enriquiment de la morna.
Un dels principals responsables d'aquest enriquiment va ser el compositor Francisco Xavier da Cruz (conegut artísticament com a B. Leza), que sota la influència de la música brasilera va introduir els acords de pas, popularment coneguts com a meio-tom brasileiro a Cap Verd. Gràcies a aquests acords de pas l'estructura harmònica de la morna va deixar d'estar restringida pel cercle de quintes, a banda d'incorporar altres acords que van comportar una transició suau del gènere.
Per exemple, una cançó en una tonalitat C major podria ser enriquida d'aquesta manera:
| Seqüència d'acords bàsica:            | Seqüència d'acords bàsica: | Seqüència d'acords bàsica: | Seqüència d'acords bàsica: | Seqüència d'acords bàsica: | Seqüència d'acords bàsica: | Seqüència d'acords bàsica: | Seqüència d'acords bàsica: |
| ------------------------------------- | -------------------------- | -------------------------- | -------------------------- | -------------------------- | -------------------------- | -------------------------- | -------------------------- |
| C                                     | C                          | F                          | F                          | C                          | C                          | G7                         | G7                         |
| Seqüència d'acords amb acords de pas: |                            |                            |                            |                            |                            |                            |                            |
| C                                     | C7                         | F                          | Fm7♭5                      | C                          | A7                         | Dm                         | G7                         |

Un altre exemple, però en una tonalitat A menor:
| Seqüència d'acords bàsica:            | Seqüència d'acords bàsica: | Seqüència d'acords bàsica: | Seqüència d'acords bàsica: | Seqüència d'acords bàsica: | Seqüència d'acords bàsica: | Seqüència d'acords bàsica: | Seqüència d'acords bàsica: |
| ------------------------------------- | -------------------------- | -------------------------- | -------------------------- | -------------------------- | -------------------------- | -------------------------- | -------------------------- |
| Am                                    | Am                         | Dm                         | Dm                         | Am                         | Am                         | E7                         | E7                         |
| Seqüència d'acords amb acords de pas: |                            |                            |                            |                            |                            |                            |                            |
| Sóc                                   | A7                         | Dm                         | G7                         | Am                         | F                          | Bm7♭5                      | E7                         |

Tot i que sembla senzilla, aquesta introducció ha deixat una marca profunda en la morna i ha passat posteriorment a la coladeira.
Una altra innovació és que aquest període coincideix lleugerament amb el moviment literari Claridade, i com a conseqüència la temàtica de la morna va ser eixamplada per a incloure no únicament temes del Romanticisme, sinó també relacionats amb el Realisme.

### 4t període: De 1950 a 1970

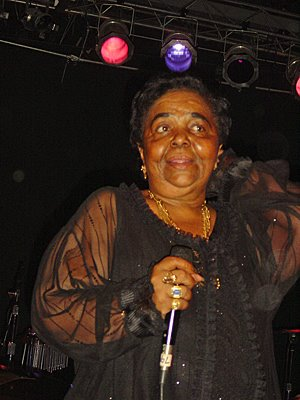
Cesária Évora, la Reina de la Morna, a San Diego (EUA), l'any 2006.

Durant aquest període un gènere musical nou, la coladeira, va assolir la maduresa i molts compositors van començar a incloure-la al seu repertori musical. Per tant, els anys compresos entre la dècada de 1950 i la de 1970 no va portar grans innovacions a les tècniques musicals de la morna.
Tanmateix, algunes composicions amb trets melòdics subtils i sentimentals es van obrir pas, i si bé va aflorar el moviment contra la política colonial portuguesa, en la morna va tenir un impacte més aviat discret, amb la inclusió temàtica de lletres que elogiaven la pàtria o les figures més representatives d'aquesta. Eren lletres inspirades en altres estils com ara el bolero, alguns subgèneres de la samba, cançons americanes i franceses, etc.). Entrats els 70, ja hi havia fins i tot cançons polítiques. Això contrasta amb la prohibició d'altres gèneres musicals capverdians que van ser menys tolerats per les autoritats portugueses, ja que la morna tenia l'estatus de "música de saló" a Portugal.
Durant els 70, es van començar a utilitzar instruments elèctrics i la morna va començar a ser coneguda internacionalment, tant pel que fa a actuacions a l'estranger com en la publicació de discos, sota el lideratge d'Alberto Martins (Catchass).

### 5è període: Anys recents
Els compositors actuals aprofiten la major llibertat artística per a donar a la morna característiques inusuals i crear un estil propi. Les composicions actuals no acostumen a seguir l'esquema del cercle de quintes: hi ha una gran llibertat gran dins les seqüències d'acords, les estrofes musicals no sempre tenen un nombre rígid de versos, en la melodia les reminiscències del lundu pràcticament han desaparegut i alguns compositors proven de fusionar la morna amb altres gèneres musicals.

## Variants

### Morna de Boa Vista
La morna de Boa Vista és la variant més antiga de la morna. Es caracteritza per tenir un tempo més ràpid (andante ± 96 bpm) i un estil rubato. És també més senzilla estructuralment i els temes de què parla sovint inclouen acudits, sàtires o crítiques socials. L'accentuació de la melodia és molt propera al lundu.

### Morna de Brava
La morna de Brava és l'origen de la varietat més coneguda de morna avui dia. A més a més de tenir un tempo més lent que la de Boa Vista (lento ± 60 bpm), té les característiques del Romanticisme clàssic, com ara l'ús de rimes, una lírica accentuada i una mètrica més rígida. És l'estil predominant dels compositors de les illes de Brava i Fogo.

### Morna de São Vicente
La morna de São Vicente és un derivat modern de la morna de Brava. Totes dues tenen el mateix tempo, però en la de São Vicente les seqüències d'acords han estat enriquides amb els acords de pas. La temàtica també és més àmplia (no només temes romàntics) i la poesia no és tan rígida. Tampoc fa ús de rimes com la de Brava.
És a partir d'aquesta variant de la qual es poden avaluar nous compositors i innovacions que encara no hagin estat sistematitzades.

## Exemples de mornes
Alguns exemples de mornes són els següents:
- «Rabilona», tradicional interpretada per Teté Alhinho en l'àlbum «Voz» (Universal Music — 2002).
- «Força di cretcheu», d'Eugénio Tavares interpretada per Celina Pereira en l'àlbum «Nos Tradição» (? — 19??)
- «Eclipse», de B. Leza interpretada per Chico Serra en l'àlbum «Eclipse» (Ed. Sonovox, Lisboa — 1993)
- «Fidju maguadu», de Jorge Monteiro interpretada per Dany Silva en l'àlbum ? (? — 19??)
- «Biografia d'um criol», de Manuel de Novas interpretada per Os tubarões en l'àlbum «Djonsinho Cabral» (Ed. Os Tubarões, Ref. T-003 — 1978)
- «Nha berçu», de Betú interpretada per Ildo Lobo en l'àlbum «Nôs morna» (Ed. Lusáfrica, — 1996)